# Franquicia de medios
Una franquicia mediática (también, franquicia de medios o franquicia multimedia) es una propiedad intelectual que, a partir de una obra original (por lo general, una obra de ficción), como una película, una obra literaria, un programa de televisión o un videojuego, genera obras derivadas en distintos medios en las que hace uso de sus personajes, su universo y sus marcas registradas.
El conjunto de obras que forma una franquicia mediática o cultural suele acompañarse en su comercialización y mercadotecnia. A menudo se planifican con mucha antelación múltiples continuaciones de la obra inicial y, en el caso del cine, los actores y directores a menudo firman contratos para múltiples películas, de manera que se garantiza así su participación en ellas. La franquicia genera ingresos mediante la venta de la licencia por el uso de los objetos o representaciones cubiertos por la propiedad intelectual en todo tipo de productos de consumo como juguetes, juegos, alimentos, cartas, manteles, ropa, etc.